# Ipomoea walpersiana
Espèce
Classification APG III (2009)
Statut de conservation UICN

DD : Données insuffisantes
Ipomoea walpersiana est une espèce de plantes à fleurs de la famille des Convolvulaceae, tout comme les liserons ou la patate douce. C'est une ipomée endémique de Guadeloupe. Cette plante se présente comme une liane glabre. Elle fait l'objet de mesures de protection, en particulier de la part des organismes publics des Caraïbes. Elle est sauvegardée notamment au Conservatoire botanique national de Brest. D'après le Conservatoire botanique des îles de Guadeloupe, il n'existe pas de nom vernaculaire connu. 

## Description
Ipomoea walpersiana se présente comme une liane glabre dotée de rameaux formant 3 à 4 angles. La base est largement cordée.

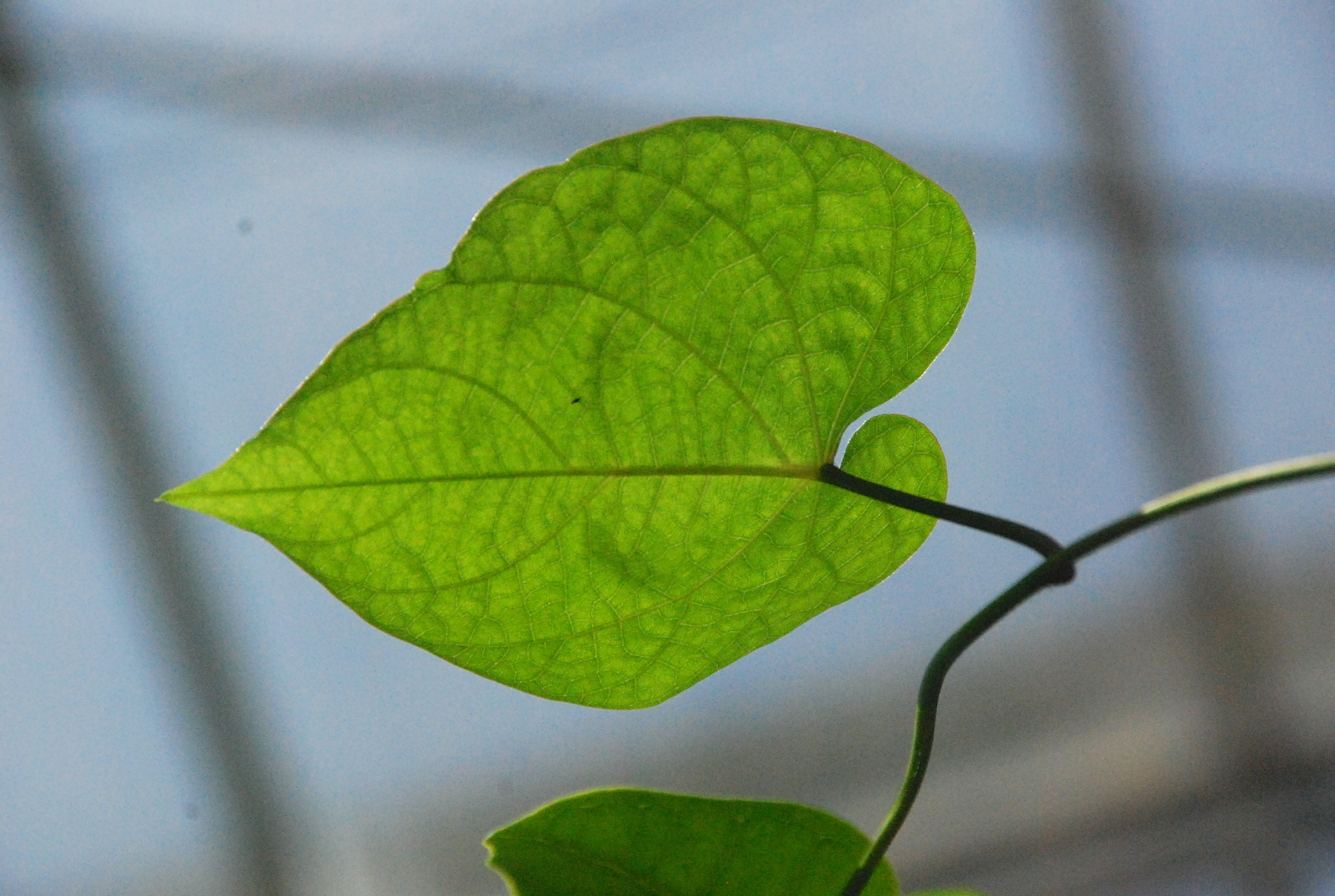
Détail de la feuille.

Les pétioles mesurent de 4 à 9 cm de long. Les feuilles inférieures sont triangulaires à base subtronquée, acuminées, et mesurent de 6 à 8 cm de long, tandis que les feuilles supérieures sont plutôt ovoïdes (ovées ou ovées triangulaires), avec une base cordée et un apex atténué à subacuminé et une marge entière, pour 5 à 7 cm de long.
Les pédoncules mesurent de 3 à 15 cm de long et sont prolongés par des pédicelles de 15 à 20 mm.
Les bractées sont plus ou moins foliacées. Les sépales, tous arrondis, sont glabres et très inégaux, de 4 à 6 mm vers l'extérieur et d'environ 7,5 à 8 mm vers l'intérieur.
La corolle est pourpre, infundibulaire-cylindrique à limbe entier et fait 5 cm de long.
Les ovaires sont ovoïde-globulaires et possèdent deux loges. La capsule est globulaire, entre 10 et 12 mm de diamètre et possède 4 valves. Les graines sont circulaires (sub-orbiculaire), de couleur brun foncé, d'environ 5 mm de diamètre. Elles possèdent une marge munie à la base de poils blancs de 5 mm,.

## Distribution et habitat
Elle est endémique de l’île de Guadeloupe, où elle se limite à la forêt hygrophile, entre 400 et 600 m d'altitude. Des spécimens sont visibles dans le parc national de la Guadeloupe.

## Menaces et protection
Cette espèce très rare figure sur la liste des espèces protégées du protocole relatif aux zones et à la vie sauvage spécialement protégées par la Convention pour la protection et la mise en valeur du milieu marin de la région des Caraïbes (CAR-SPAW) et sur la liste des espèces végétales protégées de Guadeloupe. Depuis l'arrêté du 26 décembre 1988, il est donc interdit de détruire, couper, acheter ou mettre en vente des spécimens sauvages.
L'espèce est classifiée DD (Données Insuffisantes) sur la liste rouge de l'UICN.
Elle est cultivée dans moins de 6 jardins dans le monde dont les serres tropicales au climat « forêts tropicales humides » du Conservatoire botanique national de Brest.

## Galerie photos

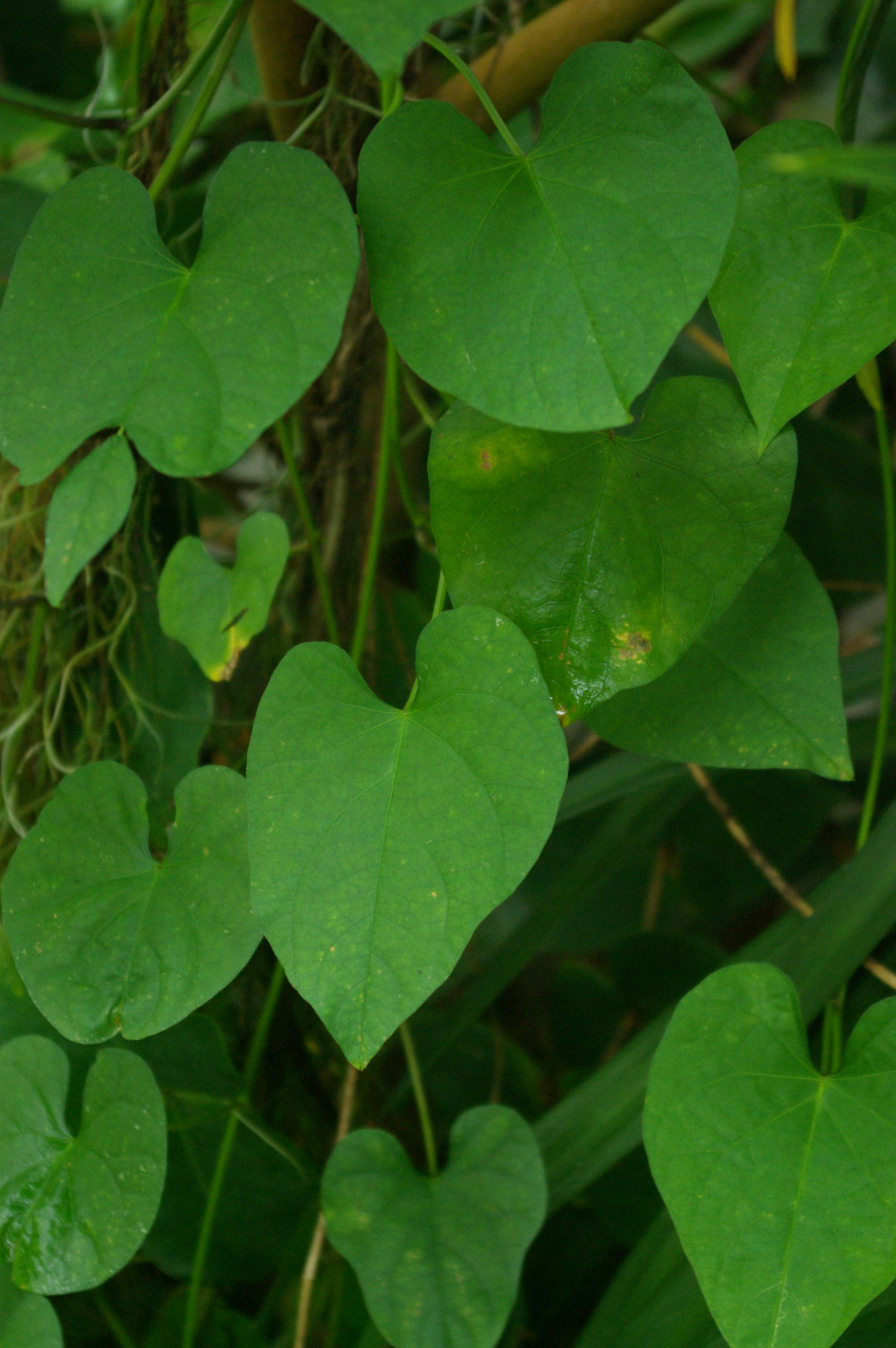
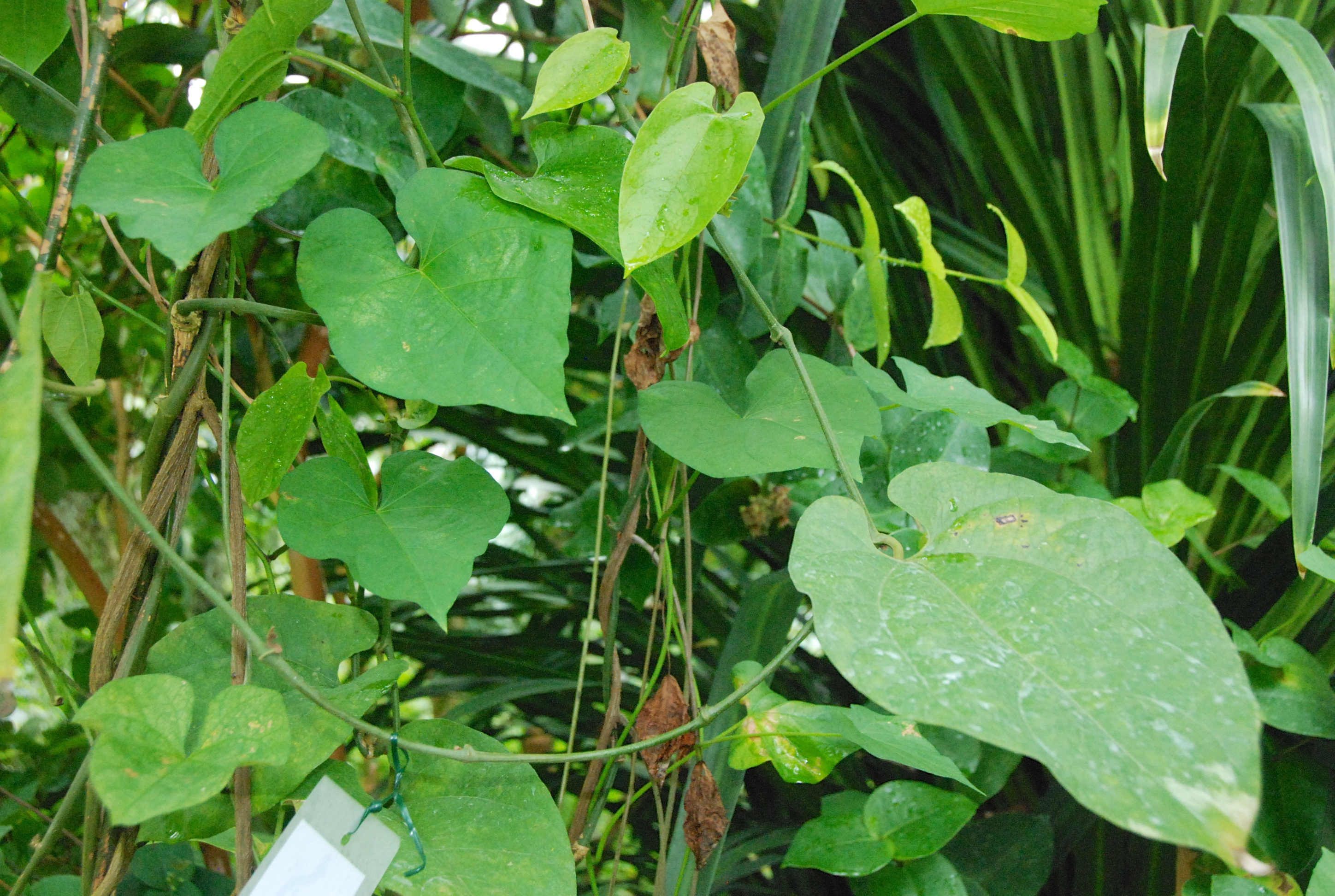
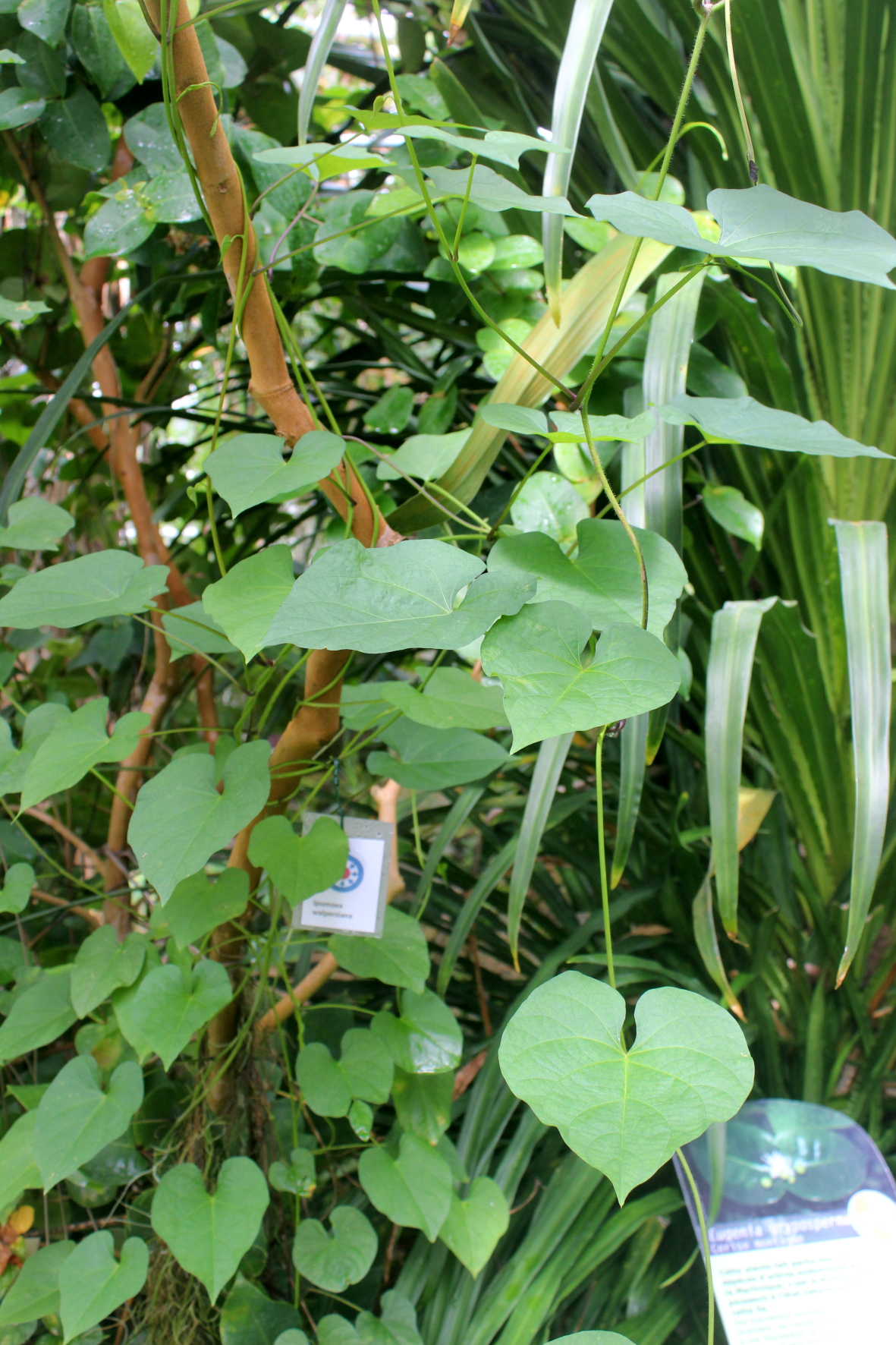